# Ruuttijärvet (Tärendö socken, Norrbotten, 747712-179564)
Ruuttijärvet är en sjö i Pajala kommun i Norrbotten och ingår i Kalixälvens huvudavrinningsområde.